# Murat Hracev
Murat Hracev (n. 25 iulie 1983, Cerkessk, RSFS Rusă, URSS) este un boxer ce a reprezentat Rusia, medaliat olimpic. A participat la o ediție a Jocurilor Olimpice (2004) în care a câștigat o medalie de bronz.

## Participări
Lista de mai jos prezintă principalele competiții la care a participat Murat Hracev de-a lungul carierei.
- boxing at the 2004 Summer Olympics – lightweight[*]